# Game Boy Player
Game Boy Player是任天堂为任天堂GameCube开发的外部设备。该设备使得GameCube主机能够读取并运行Game Boy、Game Boy Color及Game Boy Advance的游戏卡带，从而让玩家可以在电视屏幕上游玩这些掌机游戏。
Game Boy Player通过GameCube底部的高速并行端口与主机连接，并且需要使用引导光盘才能调用其硬件功能。Game Boy Player并未采用软件模拟Game Boy的方式，而是使用了与Game Boy Advance几乎完全相同的物理硬件。其不具备Super Game Boy（适用于超级任天堂的一款类似外设）所拥有的画面增强效果。该设备受到了评论界的普遍好评。

## 设计与功能
在日本市场推出的Game Boy Player拥有靛蓝、黑、橙、白金四种配色；北美与欧洲地区仅有黑色版本；而在澳大利亚，则有黑色与靛蓝两种选择。由于Panasonic Q的底座设计与原版GameCube存在差异，松下电器特别推出了一款专为Panasonic Q设计的Game Boy Player（SH-GB10-H）。为了能稳固地安装在GameCube底部，所有Game Boy Player的底面均设有螺丝。设备右侧有一个弹出键，专门用于取出Game Boy Advance游戏卡带。Game Boy和Game Boy Color的游戏卡带则会像插在Game Boy Advance或Game Boy Advance SP上那样露出一截；当主机关闭，或者在菜单里选择了“更换卡带”后，即可轻松将其取出。
与部分GameCube配件（如Advance Game Port）不同，Game Boy Player无法直接与Wii主机兼容。Wii主机未配备GameCube的高速并行端口；此外，Game Boy Player尺寸是与GameCube的底座相匹配的。由于Wii主机的底座尺寸与GameCube存在显著差异，直接兼容因技术上过于复杂而未能实现。
Game Boy Player硬件本身不锁区。该外设可在任何区域版本的GameCube主机上正常运作，并且如同Game Boy Advance一样，能够读取和运行所有区域的游戏卡带。然而，其配套的引导光盘则存在区域限制，必须与GameCube主机的区域版本相一致方可使用。